# Улрих XI фон Хелфенщайн
Улрих XI (V/VI) фон Хелфенщайн Млади (на немски: Ulrich XI (V/VI) von Helfenstein; * Блаубойрен; † 13 май 1361) е граф на Хелфенщайн-Блаубойрен в Баден-Вюртемберг.

## Произход
Той е син на граф Улрих IV фон Хелфенщайн, фогт на Аугсбург и Елхинген († 1326), и съпругата му Агнес фон Вюртемберг († 1373), внучка на граф Еберхард I фон Вюртемберг († 1325), дъщеря на граф Улрих фон Вюртемберг († 1315) и Мехтхилд фон Хоенберг († пр. 1315). Внук е на граф Улрих III (VII) фон Хелфенщайн († сл. 1315).
Майка му се омъжва втори път пр. 20 октомври 1331 г. за Конрад II фон Шлюселберг (неговият бъдещ тъст).

## Фамилия
Улрих XI фон Хелфенщайн се жени пр. 14 август 1348 г. за Беатрикс фон Шлюселберг († 24 януари 1355), дъщеря на Конрад II фон Шлюселберг († 1347) и първата му съпруга Елизабет. Те имат децата:
- Улрих XIII фон Хелфенщайн (VII/II) († пр. 3 юли 1375), граф на Хелфенщайн-Блаубойрен-Зулметинген-Гуесенберг, женен пр. 3 март 1363 г. за Анна фон Йотинген († 16 декември 1410 – 5 май 1411), дъщеря на граф Лудвиг XI фон Йотинген († 1370)
- Анна фон Хелфенщайн-Блаубойрен (* ок. 1360; † 18 ноември 1392), наследничка на Фалкенщайн, омъжена пр. 17 март 1359 г. за херцог Фридрих III фон Тек († 1390)
- Вулфхилд фон Хелфенщайн († сл. 1392)